# Christian Blattl der Jüngere
Christian Blattl der Jüngere (* 18. Februar 1805 in Fieberbrunn; † 20. Dezember 1865 in St. Johann in Tirol) war ein österreichischer Volksliederdichter und Bauer.

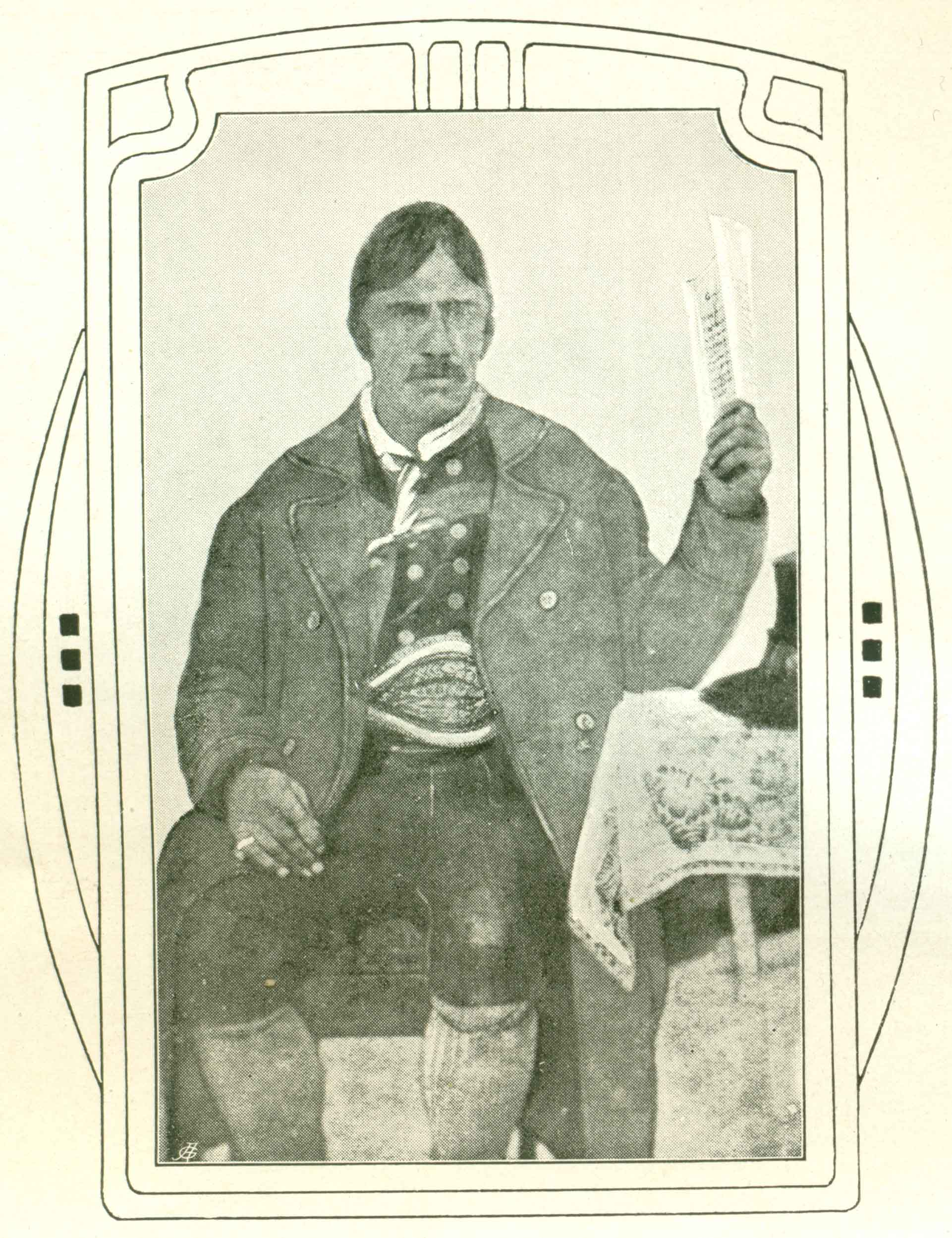
Christian Blattl der Jüngere

## Leben
Christian Blattl war Sohn des Schützenhauptmanns und Tiroler Freiheitskämpfers Christian Blattl (1776–1856). Er wurde am 18. Februar 1805 am Bauernhof zu Rain in Fieberbrunn geboren. Sein Vater überschrieb ihm 1841 den Bauernhof Wilhelmstätt in St. Johann in Tirol, den er bis zu seinem Tod bewirtschaftete. Berühmtheit erlangte er in der gesamten Region als Volksliederdichter und Sänger.
1844 heiratete er Barbara Lackner und aus dieser Ehe entstammen 10 Kinder: Maria, geboren 1845, verheiratete Trixl in St. Georgen im Pinzgau. Josef, geboren 1848, lebte in Hessen und verbreitete dort die Lieder seines Vaters. Anton, geboren 1849, lebte bei Bruder Georg in Saalfelden. Barbara, geboren 1851, verheiratete Brunner in Außerfelden bei Bischofshofen. Johann, geboren 1854, Wirt in Durchholzen am Walchsee. Elisabeth, geboren 1856, genannt „s‘ blind Lisei.“ Gertraud, geboren 1858, verehelichte Wörgetter, Oiderbäuerin in St. Johann in Tirol. Georg, geboren 1860, Brauereibesitzer in Saalfelden.

## Der Volksliederdichter

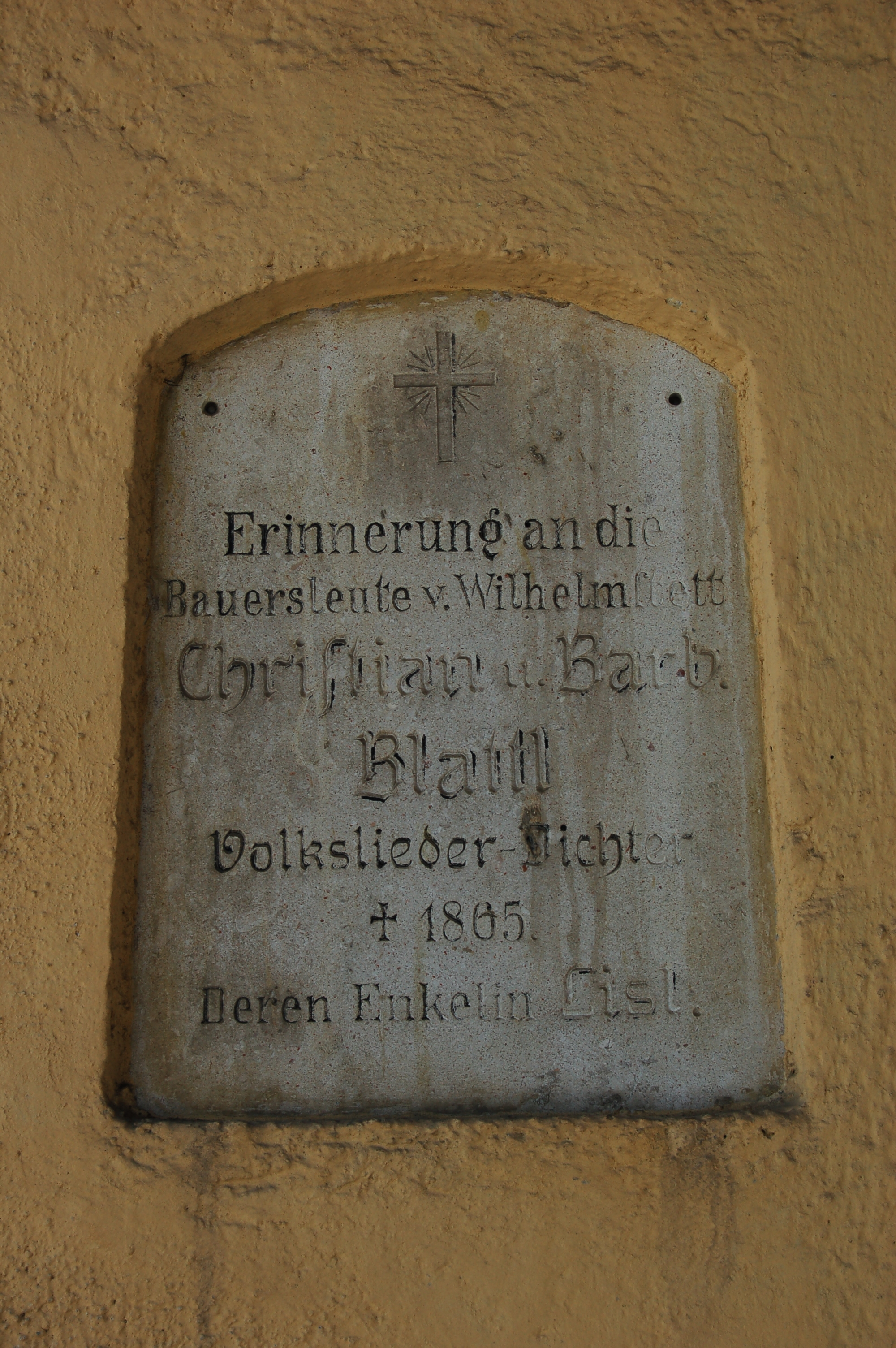
Gedenkstein für Christian Blattl den Jüngeren und seine Frau Barbara in St. Johann in Tirol

Über Christian Blattls Vorgehensweise beim Liedermachen berichtete Josef Felder, der als ausgezeichneter Jodler weitum bekannt war und bei Blattl lange Zeit als Schweizer gearbeitet hatte, dass Christian Blattl seine Lieder ersonnen habe, während er beim Melken der Kühe war. Tochter Lisei erzählte, dass Blattl vor allem bei Arbeiten im Freien gedichtet habe, so zum Beispiel beim Holzhacken. Wenn ihm dabei eine Textstelle oder ein Reim eingefallen ist, hat er die Hacke zur Seite gelegt und es aufgeschrieben. 
Alle Kinder haben bereits seit frühester Jugend die Lieder des Vaters mit ihm gesungen. Nach seinem Tode 1865 fanden zwar auch andere Gesänge Einzug in die Familie, doch die Schwester des Vaters, Magdalena, bestand darauf, seine Lieder weiter zu pflegen, und so übte und sang sie mit den Kindern, sodass die musikalische Überlieferung in der Familie Blattl weitergetragen wurde. Damit war die Voraussetzung dafür geschaffen, dass später ein Buch mit den Liedern Christian Blattls herausgegeben werden konnte.
Das achte Kind Elisabeth, genannt „‘s blind Lisei“, die wohl auf Grund ihrer Blindheit ein besonders ausgeprägtes musikalisches und textliches Gedächtnis besaß, hat seit ihrer Kinderzeit die Lieder des Vaters bewahrt und als Vorsängerin gewissenhaft zum Entstehen des Buches mit den Liedern Christian Blattls beigetragen.

## Herausgabe des Liederbuches

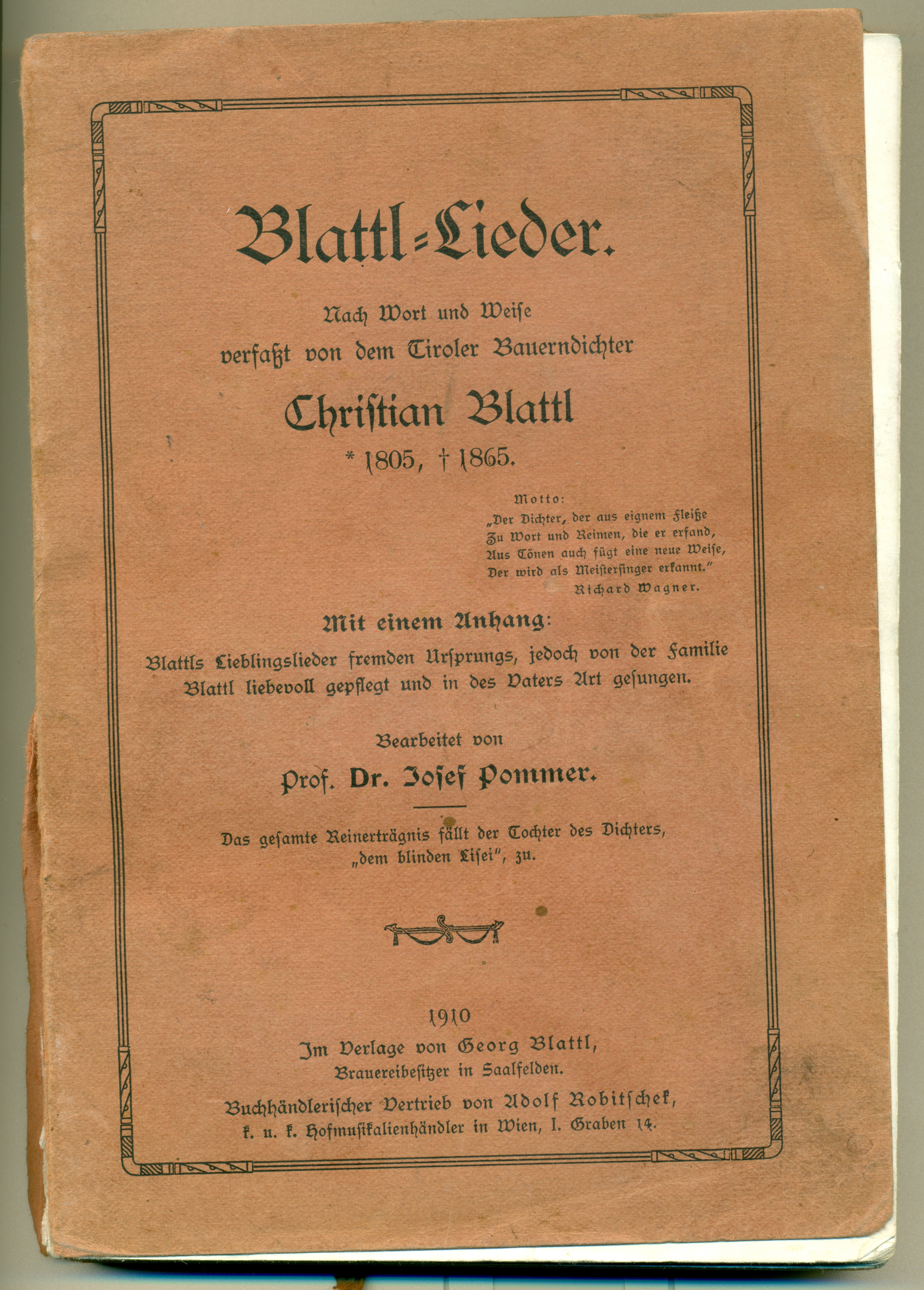
Das Buch mit den Liedern von Christian Blattl

Christian Blattl hatte die Texte seiner Lieder zwar niedergeschrieben, doch gingen diese Aufzeichnungen schon zu seinen Lebzeiten verloren.
Ende des 19. Jahrhunderts beschloss der jüngste Sohn, Georg Blattl, Bräuwirt in Saalfelden, dass die Lieder des Vaters aufgeschrieben werden müssten, um sie für die Nachwelt zu bewahren. Man wandte sich daher an den Herausgeber der Zeitschrift Das deutsche Volkslied und Gründer des Österreichischen Volksliedwerkes, Regierungsrat Dr. Josef Pommer.
In nur drei Tagen, von 10. bis 12. Februar 1909 schrieb Pommer alle Blattl-Lieder auf und das Buch „Blattl-Lieder nach Wort und Weise“, verfasst von dem Tiroler Bauerndichter Christian Blattl (1805–1865) erschien im Juli 1910 im Verlage von Georg Blattl, Brauereibesitzer in Saalfelden. Durch dieses Druckwerk sind 73 Lieder mit Text und Noten samt ausführlicher Erklärung zu den einzelnen Liedern bis heute erhalten geblieben.

## Nachwirkungen
Angeregt durch das Buch mit den Blattl-Liedern veranstaltete der Verein Musik Kultur St. Johann im Herbst 1998 ein Kulturfestival unter dem Titel „Zeitmaschine“. Dabei wurden vom Saalfeldener Viergsang und dem Männergesangsverein St. Johann in Tirol Lieder von Christian Blattl vorgetragen. Im Kontrast dazu, gleichsam als Zeitensprung, kamen bei dieser Veranstaltung auch Werke des oberösterreichischen Komponisten Max Nagl zu Gehör. Nagl hatte einige Blattl-Lieder zur Vorlage genommen und diese in neue Musikauffassungen umgeformt. Aufgeführt wurden diese Kompositionen von Max Nagls Band und einem eigens dafür zusammengestellten Gesangsensemble aus St. Johann unter dem Namen „The Seinehonsingers.“ Im Zuge dieses Kulturprojektes, das ein versuchter Brückenschlag zwischen Tradition und Avantgarde, zwischen Bewährtem, Bewahrtem und Experimentellem war, wurde auch eine CD vom Live-Mitschnitt des Konzerts herausgebracht.